# Andreea Boghian
Irina Dorneanu (ur. 29 listopada 1991 w Gura Humorului) – rumuńska wioślarka.

## Osiągnięcia
- Mistrzostwa Świata Juniorów – Pekin 2007 – czwórka podwójna – 10. miejsce[1].
- Mistrzostwa Świata Juniorów – Linz 2008 – dwójka bez sternika – 2. miejsce[1].
- Mistrzostwa Świata Juniorów – Brive-la-Gaillarde 2009 – dwójka bez sternika – 1. miejsce[1].
- Mistrzostwa Europy – Brześć 2009 – czwórka podwójna – 3. miejsce[1].
- Mistrzostwa Europy – Montemor-o-Velho 2010 – czwórka podwójna – 7. miejsce[1].